# Christian Kaufmann
Christian Kaufmann (* 9. September 1976 in Waiden) ist ein ehemaliger Schweizer Freestyle-Skier, der auf die Disziplin Aerials (Springen) spezialisiert war.

## Werdegang
Kaufmann nahm im Januar 2001 in Mont-Tremblant erstmals am Freestyle-Skiing-Weltcup teil, wobei er den 30. Platz errang, und sprang bei den Weltmeisterschaften in Whistler auf den 20. Platz. In der Saison 2001/02 kam er im Europacup mit den Plätzen drei und eins auf den dritten Platz in der Gesamtwertung sowie auf den ersten Rang in der Aerials-Disziplinenwertung. Zudem erreichte er mit zwei Top-Zehn-Platzierungen den 17. Platz im Gesamtweltcup und den zehnten Rang im Aerials-Weltcup. Beim Saisonhöhepunkt, den Olympischen Winterspielen 2002 in Salt Lake City, errang er den 13. Platz. In der Saison 2003/04 erreichte er mit dem dritten Platz seine einzige Podestplatzierung im Weltcup in Mount Buller und zum Saisonende den 11. Platz im Aerials-Weltcup. In der folgenden Saison kam er im Weltcup dreimal unter die ersten zehn und errang damit den 19. Platz im Aerials-Weltcup. Zudem belegte er bei den Weltmeisterschaften 2005 in Ruka den 19. Platz. Letztmals international startete er im Januar 2006 beim Weltcup in Mont Gabriel, wobei er den 30. Platz errang.

## Erfolge

### Olympische Spiele
- 2002 Salt Lake City: 13. Platz Aerials

### Weltmeisterschaften
- 2001 Whistler: 20. Platz Aerials
- 2005 Ruka: 19. Platz Aerials

### Weltcupwertungen
Kaufmann nahm an 36 Weltcups teil und erreichte zehn Top-Zehn-Platzierungen sowie eine Podestplatzierung.
| Saison  | Gesamt | Gesamt | Aerials | Aerials |
| Saison  | Platz  | Punkte | Platz   | Punkte  |
| ------- | ------ | ------ | ------- | ------- |
| 2000/01 | 86.    | 1      | 38.     | 4       |
| 2001/02 | 17.    | 67     | 10.     | 268     |
| 2002/03 | 84.    | 21     | 31.     | 128     |
| 2003/04 | 43.    | 21     | 11.     | 255     |
| 2004/05 | 47.    | 16     | 19.     | 188     |
| 2005/06 | 118.   | 5      | 32.     | 51      |

### Europacup
- 2 Podestplätze, davon 1 Sieg
- Saison 2001/02: 1. Platz Aerials-Disziplinenwertung, 2. Platz Gesamtwertung